# Hallan Çemi
Hallan Çemi est un site archéologique du sud-est de la Turquie, situé sur la rive ouest de la rivière Batman, à 40 kilomètres au nord de la ville de Batman, dans la partie orientale des monts Taurus. Découvert en 1990 et fouillé de 1991 à 1994 par une équipe d'archéologues américains, ce petit tell a livré trois niveaux archéologiques, illustrant les débuts de la sédentarisation et les premières tentatives de domestication des animaux dans la région. La mise en eau du barrage de Batman en 1998 a englouti le site sous 13 m de hauteur d'eau.

## Chronologie
Hallan Çemi est un petit tell d'environ 0,6 hectare. Il présente 4,3 m de dépôts accumulés, qui ont livré sur toute leur profondeur un outillage lithique qui semble apparenté à celui du Zarzien final des monts Zagros, et qui se rattache ainsi à l'Épipaléolithique final de la région, grossièrement contemporain du Natoufien final et du début du PPNA au Levant, soit un site qui a pu être caractérisé par ses fouilleurs comme « proto-néolithique ». La datation par le carbone 14 indique que le site a été occupé au cours des derniers siècles du XIe millénaire av. J.-C., ce qui correspond du point de vue climatique à la fin du Dryas récent.

## Habitat
Hallan Çemi présente un habitat fixe circulaire et semi-enterré, avec des murs à base de pierre et un foyer central, caractéristique des premières communautés sédentaires du Proche-Orient. Avec le temps, ces constructions se complexifient, devenant plus grandes, avec des murs plus épais, l'ajout de banquettes et de poteaux. Les plus grandes constructions du niveau 1 disposant de banquettes sont interprétées par les fouilleurs du site comme des bâtiments publics, comme il s'en trouve sur des sites du Levant (Mallaha, Jéricho) et par la suite ailleurs en Anatolie orientale (Çayönü).

## Objets archéologiques
L'outillage microlithique est en majorité constitué d'objets en obsidienne (peu de silex), qui coexiste avec du matériel plus lourd servant au broyage (notamment des mortiers), et de la vaisselle en pierre. Des statuettes animales et des bucrânes fournissent quelques indications sur l'univers symbolique des habitants. Les objets mis au jour révèlent leur implication dans des réseaux d'échanges à longue distance.

## Mode de subsistance
Les habitants d'Hallan Çemi vivent de chasse et de cueillette (surtout de légumineuses, amandes et noix), mais semblent mener de premières expériences de contrôle, voire de domestication des animaux, en particulier les porcs et les moutons, qui se concrétiseront par la suite sur les autres sites de la région (Çayönü, Cafer Höyük).

## Analyse
Les vestiges archéologiques d'Hallan Çemi laissent entrevoir des connexions culturelles avec les autres sites contemporains ou un peu plus tardifs d'Anatolie du sud-est et des monts Zagros, mais pas avec les sites du Levant, ce qui laisse penser qu'il a pu y avoir deux pôles autonomes de néolithisation au Proche-Orient. 
La présence de bâtiments publics est vue comme un signe du développement des structures d'organisation des premières communautés sédentaires, servant de lieu de prise de décision et de résolution des conflits. Le fait qu'on trouve deux bâtiments publics au niveau 1 pourrait indiquer que deux groupes se partagent le site, malgré sa petite taille. L'organisation villageoise caractéristique du mode de vie néolithique se met donc en place dès les débuts de la sédentarisation, avant même l'apparition d'une économie agricole, dans le cadre de petites communautés ayant abandonné le mode de vie de chasseurs-cueilleurs mobiles. En tout cas les bâtiments communautaires deviennent par la suite courants sur les sites du début du Néolithique de l'Anatolie du sud-est.